# 英國港僑協會
英國港僑協會（Hongkongers in Britain）是一個居英港人僑務型團體，協會成立目的是為香港人提供一個互相支持的平台，讓他們在英國重建生活，旨在團結在英國的香港人，並與國際香港人社群建立連結。協助香港人既保留獨特文化，同時也融入英國的社區。
英國港僑協會是由一群認同民主價值的香港人所組成，創會成員包括前英國駐港領事館職員鄭文傑與前英國駐粵領事館官員兼港僑協會公共事務主管Julian Chan等。英國港僑協會是一個在英國註冊的組織（公司編號12726075）。

## 願景與服務

### 社交活動
為處居英港人舉辦聯誼活動，提供機會予海外港人互相認識交流，凝聚港僑族群力量，從而促進英國港僑團結互助精神，乃至形成一個有代表性及有影響力既族群。

### 商業發展
為居英港人提供創業及商業來往的平台，給予英國港僑商業建議。另外聯絡在英港人商會，擴大英國港商人脈及共享資源。

### 公共事務
同其他現有組織合作，進行有限度的文宣及遊說。參與關於香港及英國的公民事務，包括組織社區活動回饋及貢獻英國社區，展現香港人公民意識及鄰里互助精神。

### 文化發展
自行製作及資助香港在英藝術界人士製作關於香港的文娛項目。確立、普及、推廣香港獨特文化，透過文化作為媒介凝聚港僑族群，及加深英國國民對港僑族群獨特文化認識。

### 在英生活
協助香港人融入英國社會，包括提供及轉介移民、就業、學業及法律意見。

## 計畫與活動

### NHS英國醫護慈善捐款
2020年3月26日，協會前身The Umbrella Union以香港人名義發起眾籌支持國民保健署英國前線醫護人員，於一周內超額籌得逾4.7萬英鎊，協會主席鄭文傑衷心感謝關鍵時刻與英國同行的數百名香港人。協會主席鄭文傑表示是次行動能向英國社會展示港人的道義精神，希望日後在重大議題上，英國亦能「Stand with Hong Kong」，繼續為香港的民主自由、社會運動而犧牲的年青人盡一分道義責任。 協會選出被COVID-19疫情嚴重影響的兩所醫院，扣除網上籌款平台所需的行政費用後，分別於5月7日向聖喬治醫院 （St. Georgeʼs Hospital Charity），及於5月12日向倫敦大學學院醫院 （UniversityCollege London Hospital Charity），以「香港人」名義各捐出22,776.3 英鎊。協會亦準備了感謝卡，將香港人的支持訊息傳達給 NHS 員工。

### 英國國殤紀念日募捐活動
在2020年英國國殤紀念日，英國港僑協會獻上罌粟花圈，由英國皇家軍官代表送至倫敦白廳的和平紀念碑前列，罌粟花圈代表香港人與英國和世界人民站在一起，祈許世界的和平，向勇敢反抗極權擴張的精神、向捍衛民主自由的軍民致敬。

### BNO政策研究報告
2020年12月，英國港僑協會發布 「港人來英研究報告」，分析英國內政部為英國國民海外護照持有人及其家屬提供的簽證計劃的可能影響，以及新來英港人的人口結構及背景資料， 以便向英國內政部提供政策反饋、建議及參考。

### 致函英國內政部
英國港僑協會接獲在英港人的求助個案指出，英國的僱主大多不清楚持有酌情入境權（LeaveOutside the Rules, LOTR）的港人擁有工作及就學權，令港人在英國求職時遇上誤會和障礙。2020年12月2日協會就事件去信英國內政部長， 向有關部門闡述有關情況，並建議對方列出入境戳章樣板及權利，或發出說明公函，以釋除僱主疑慮，令在英港人能夠盡快貢獻英國社會。2020年12月11日英國內政部回應有關問題時重申及發出聲明，明確指出酌情入境權（LeaveOutside the Rules, LOTR）的入境戳章有工作及就學權。
2021年2月17日，英國港僑協會接獲部份港人在英家庭反映困境，去信英國內政部陳情，建議政府行使酌情權，按個案審查後放寬有關規定，或可引入分期制度，以紓緩部份家庭的生活壓力。繼協會致函英國內政部後，三位影子大臣亦致函房屋、社區及地方政府事務部：「除非政府減少財政壁壘，否則英國國民（海外）公民簽證 將僅適用於『富人』」。信件由 Stephen Kinnock、Holly Lynch、Steve Reed領銜。
2021年3月4日，英國內政部修訂移民入境規則， 可按個案考慮特定貧困狀況（如緊急危難、兼養年幼仍暫不能應付者）之英國國民 （海外）簽證持有人及家庭在英豁免「不得申領政府資助」的限制。 對於英國政府回應訴求，基於一貫「救生艇」政策扶恤草根家庭，協會表示支持及感謝。

### BNO迎新座談會
英國政府2021年1月29日宣布1月31日起開放持英國國民（海外）護照身份的人士申請BNO簽證。因應此政策，英國港僑協會於2021年1月30日為有意申請BNO簽證的人士舉辦迎新座談會 。

### 媒體訪問
英國港僑協會於2021年1月30日接受英國廣播公司新聞和土耳其广播电视公司国际频道採訪，解釋了英國國民（海外）簽證「救生艇計劃」的背景、香港居民移民英國的估計人數，並分析了中港當局可能採取的反制措施。港僑協會公共事務主管Julian Chan 回應媒體訪問時表示「面對中共的反制措施，我們將會同英國中央及地方政府、在英港人團體及社區組織緊密合作， 維護英國國民（海外）公民及其家屬的權益。」

### 2021年英國人口普查倡議
2021年3月7日，英國港僑協會與英國國家統計局社區顧問、民間團體「香港思源」、「Britons in Hong Kong」舉辦講座，介紹英國2021年人口普查，鼓勵在英國居住的香港人，在2021年英國人口普查中填寫身分為「香港人」 。